# Наёмник
Наёмник («солдат удачи», «дикий гусь») — лицо, вступающее в вооружённый конфликт не из идеологических, национальных, политических соображений (и не принадлежащее к так или иначе заинтересованной в исходе конфликта идеологической группе) и не в соответствии с воинской обязанностью, а ради личной выгоды.
Наёмник не служит в вооружённых силах какого-либо государства — как участника конфликта, так и не участника. Служащие армий, флота и авиации, формируемых на добровольной основе, наёмниками не считаются. Начиная с XX века, наёмники всё чаще стали восприниматься как лица, имеющие меньше прав на защиту по законам войны, чем не наёмники. Действительно, Женевские конвенции провозглашают, что наёмники не признаются законными комбатантами и им не нужно предоставлять такую же правовую защиту, как пленённым военнослужащим регулярной армии.

## История
Наёмничество известно с глубокой древности. «Анабасис» Ксенофонта (первая половина IV века до н. э.) описывает историю греческих наёмников претендента на трон Персидской державы Кира Младшего. Греки из одних и тех же городов-государств воевали и в войске Дария III, и в сражавшемся с ним войске Александра Македонского.
В Средневековье одними из первых наёмниками стали викинги, которые нанимались в личную гвардию византийских императоров. Так, будущий король Норвегии Харальд III был начальником охраны императора.
Часто война становилась одним из источников дохода для граждан. Рыцари тоже становились наёмниками. За деньги могли служить как отдельные люди, так и войска целых политических объединений, плату за службу получали как рядовые рыцари, так и короли. С образованием в начале XIV века в Западной Европе централизованных государств короли для укрепления своей власти вместо феодального ополчения из рыцарей стали создавать собственные войска из наёмных солдат, преданных только им.
В Италии в позднем Средневековье кондотьеры — предводители отрядов наёмников — стали главными фигурами бесконечных войн между городами-государствами. Иногда они захватывали власть в них и учреждали сеньории, как Муцио Аттендоло, прозванный Сфорца (от итал. sforzare — «одолевать силой»), бывший крестьянин, положивший начало династии миланских герцогов Сфорца.

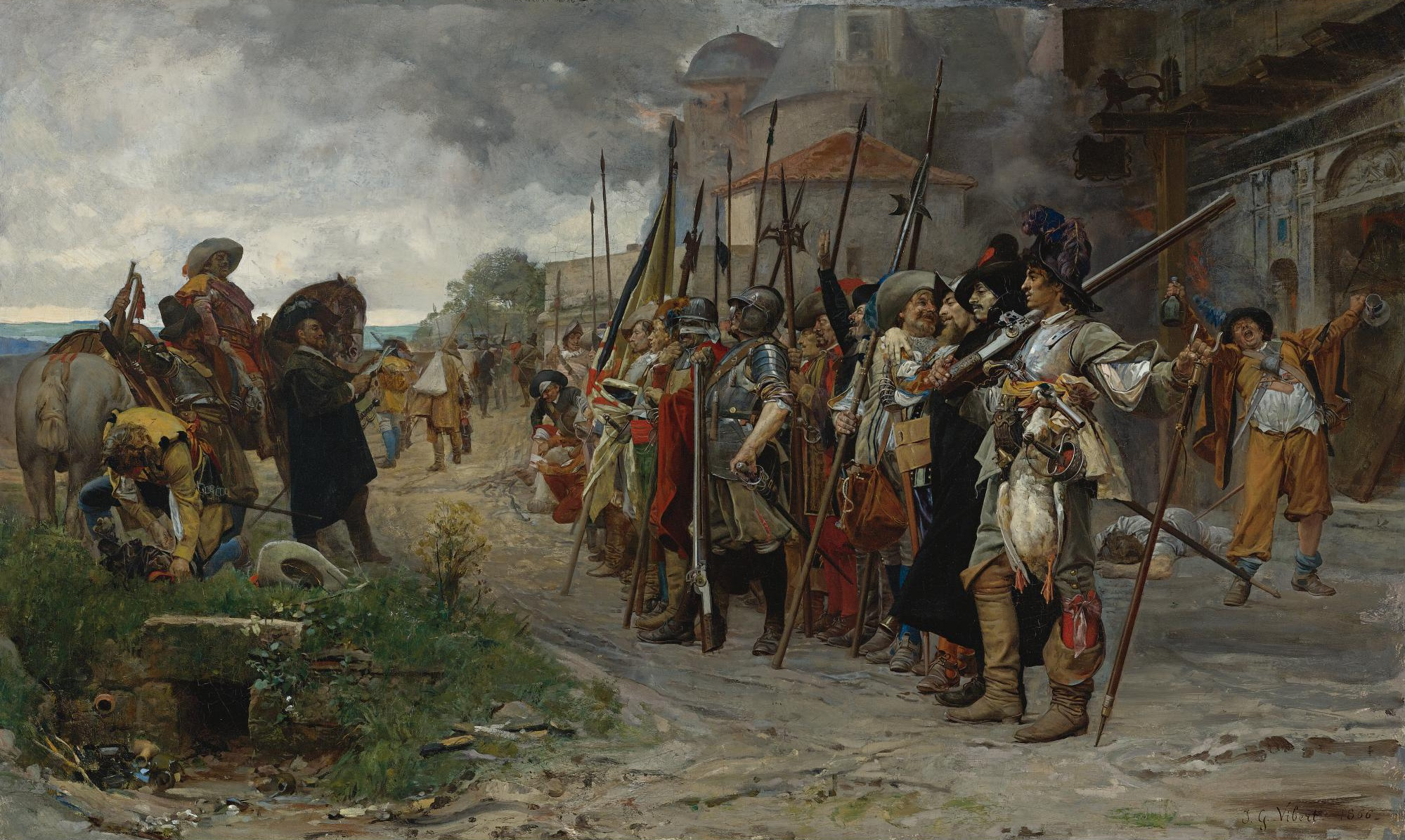
«Перекличка после грабежа» (Ж. Ж. Вибер, 1866)

В XV—XVII веках решающую роль в европейских войнах играли ландскнехты — самостоятельные отряды наёмников из разных европейских стран. На каждые четыре сотни бойцов у них был положен переводчик с нескольких европейских языков, а капитан — командир отряда — был обязан сам говорить на этих языках. В 1474 году французский король Людовик XI заключил договор с несколькими швейцарскими селениями. Каждому из них он обязался платить ежегодно по 20 тыс. франков, а за эти деньги селения должны были, если король ведёт войну и требует помощи, поставлять ему вооружённых людей. Так появились швейцарские наёмники. Широкое распространение наёмничества в эту эпоху связано с тем, что иметь постоянную профессиональную армию, которую требовалось содержать и в мирное время, могли позволить себе только самые обеспеченные монархи. Остальным приходилось нанимать ландскнехтов перед самой войной. В XVII веке начались знаменитые «полёты диких гусей» отрядов ирландских наёмников (известных также как «дикие гуси»), первый из которых состоялся в 1607 году.
Образовывался слой подрядчиков, которые занимались наймом и боевой подготовкой отрядов наёмников, при этом королём напрямую назначался военачальник, который находился под его контролем (в отличие от наёмников под предводительством кондотьера). Особенностями швейцарских наёмников XVI–XVII веков было то, что их вербовали не частные подрядчики, а швейцарские кантоны. При этом некоторые кантоны (Ури, Унтервальден, Швиц) за плату предоставляли свои наёмные армии королям Франции, папе римскому и итальянским торговым городам.
После наступления эпохи призывных армий в XIX веке наёмничество в Европе почти исчезло. Но в других регионах мира оно сохранялось. Так, американец Фредерик Уорд в начале 1860-х годов поступил на службу правительства Китая, которое боролось с восстанием тайпинов. Его армия, основу которой составляли филиппинцы и европейские наёмники, успешно боролась с восставшими.
Наёмники оказались востребованы в 1960-е годы, когда началась деколонизация Африки. В 1961 году началась гражданская война в Конго. В ней решающую роль сыграли европейские наёмники, которых, в частности, активно использовал ставший в 1964 году премьер-министром страны Моиз Чомбе. Но в конце 1970-х годов наступил упадок традиционного наёмничества, особенно после суда над белыми наёмниками, захваченными правительственными войсками Анголы, на котором четверых наёмников приговорили к смертной казни, а ещё девятерых — к большим срокам заключения.
В 1990-е — 2000-е годы наёмники из постсоветских государств активно участвовали в различных вооружённых конфликтах в Африке, в том числе в эфиопско-эритрейской войне 1998—2000 годов.
В середине 1990-х годов стали широко использоваться частные военные компании. Так, в 1995 году во время гражданской войны в Сьерра-Леоне правительство за 60 млн долларов наняло ЧВК «Executive Outcomes» из ЮАР для борьбы с повстанцами. Компания быстро сформировала из бывших военнослужащих частей специального назначения ЮАР лёгкий пехотный батальон, который был оснащён бронетранспортёрами, безоткатными орудиями и миномётами и действовал при поддержке нескольких ударных вертолётов. Ему потребовалось лишь около двух недель, чтобы разгромить повстанцев.
Позднее частные военные компании широко использовались США во время Иракской войны и войны в Афганистане.

## Международное право
Две международные конвенции описывают и криминализируют деятельность наёмников — Международная конвенция о борьбе с вербовкой, использованием, финансированием и обучением наемников от 4 декабря 1989 г. и конвенция Организации африканского единства о ликвидации наёмничества в Африке от 3 июля 1977 г. В международном гуманитарном праве наёмничеству посвящён  подписанный 8 июня 1977 г.  Дополнительный протокол к Женевским конвенциям от 12 августа 1949 года.
Определение наёмника сформулировано в ст. 47 (2) первого Дополнительного протокола. Наёмником считается лицо, которое:
1. специально завербовано на месте или за границей для того, чтобы сражаться в вооружённом конфликте;
2. фактически принимает непосредственное участие в военных действиях;
3. принимает участие в военных действиях, руководствуясь, главным образом, желанием получить личную выгоду, и которому в действительности обещано стороной или по поручению стороны, находящейся в конфликте, материальное вознаграждение, существенно превышающее вознаграждение, обещанное или выплачиваемое комбатантам такого же ранга и функций, входящим в личный состав вооружённых сил данной стороны;
4. не является ни гражданином стороны, находящейся в конфликте, ни лицом, постоянно проживающим на территории, контролируемой стороной, находящейся в конфликте;
5. не входит в личный состав вооружённых сил стороны, находящейся в конфликте;
6. не послано государством, которое не является стороной, находящейся в конфликте, для выполнения обязанностей в качестве лица, входящего в состав его вооружённых сил.

Для признания лица наёмником необходимо, чтобы оно соответствовало сразу всем указанным критериям, что на практике встречается редко. Например, государство просто может включить наёмников в состав своих вооружённых сил, как это сделала в 1997 г. Папуа — Новая Гвинея в отношении сотрудников британской ЧВК «Sandline International», которые подавляли сепаратистов острова Бугенвиль, получив за это  36 млн. долларов.
Исходя из определения Дополнительного протокола, ни солдаты Иностранного легиона французской армии, ни военнослужащие частей непальских гуркхов британских вооружённых сил не являются наёмниками, так как, хотя эти части и сформированы из иностранцев и их вознаграждение не соответствует вознаграждению обычных военнослужащих (получение французского гражданства является «вознаграждением», превышающим вознаграждение обычных военнослужащих), однако они являются военнослужащими, входящими в личный состав вооружённых сил соответствующих государств.

Ратификация Протокола I к Женевским конвенциям. Красным и оранжевым цветами выделены не ратифицировавшие страны

Международное гуманитарное право (или право вооружённых конфликтов) наёмничество прямо не запрещает, а говорит лишь о том, что наёмники не являются комбатантами и не имеют права на статус военнопленного. Это означает, что наёмник рискует быть привлечённым к уголовной ответственности за участие в вооружённом конфликте, если попадает в плен, и условия содержания в плену на него тоже не распространяются. Однако реальное положение наёмников в боевых действиях определяется индивидуально.
Действие международных договоров распространяется на те державы, которые эти договоры подписали, за исключением случаев, когда положения того или иного договора признаются нормами обычного права. К Дополнительному протоколу I от 1977 года, в отличие от Женевских конвенций, присоединились далеко не все страны, в частности, его не ратифицировали США. Недавнее исследование по обычному праву вооружённых конфликтов, тем не менее, считает статью 47 установившимся правовым обычаем, то есть нормой, ставшей обязательной для исполнения всеми государствами.
В комментариях к этому исследованию приведены любопытные выдержки из воинских уставов и руководств. Так, в израильском руководстве по законам войны говорится: «…следующее положение Дополнительного протокола предназначено для того, чтоб лишить наёмников статуса военнопленных. Это положение, которое было принято под давлением африканских государств, считается нормой обычного права и, таким образом, обязательно». Ещё более недвусмысленно высказываются составители новозеландского военного руководства: «Выпустив серию резолюций, относящихся к отдельным антиколониальным конфликтам в Африке, ООН рекомендовала запретить использование наёмников против национально-освободительных движений. Это не повлияло на их правовой статус, хотя правительство Анголы и начало уголовный процесс против наёмников, попавших в плен».
В связи с участившимися случаями использования наёмников в военных конфликтах, в 1979 году Генеральная Ассамблея ООН приняла резолюцию о необходимости разработать конвенцию о борьбе с вербовкой, использованием, финансированием и обучением наёмников; был создан специализированный комитет, в состав которого вошли представители 35 государств (однако хотя до 20 января 1987 года состоялось шесть сессий комитета, нормативно-правовых документов по проблеме принято не было).
В 1989 году ООН приняла Конвенцию о запрещении вербовки, использования, финансирования и обучения наёмников, которая вступила в силу двенадцать лет спустя, имея на февраль 2006 года всего 24 государства-участника.
Нет единого мнения по вопросу того, подпадают ли под определение наёмников сотрудники частных военных компаний. Эксперты ООН по правам человека полагают, что если сотрудники частных военных компаний непосредственно участвуют в боевых действиях, то они являются наёмниками.

## Национальное уголовное право
Законодательство некоторых стран запрещают своим гражданам участвовать в иностранных войнах, если они не находятся под контролем своих собственных национальных вооружённых сил.
Согласно австрийскому законодательству, если будет доказано, что гражданин Австрии работал наёмником в любой другой стране, сохраняя австрийское гражданство, то его гражданство будет аннулировано.
В 2003 году Франция ввела уголовную ответственность за наёмническую деятельность для французских граждан, постоянных жителей и юридических лиц. Этот закон не запрещает французским гражданам служить добровольцами в иностранных вооружённых силах.
В 1998 году Южная Африка приняла Закон об иностранной военной помощи, который запрещал гражданам и жителям страны участвовать в иностранных войнах, за исключением гуманитарных операций, если правительственный комитет не одобрил их развёртывание. В 2005 году законодательство было пересмотрено.
В Великобритании Закон о зачислении иностранных граждан 1819 года и Закон о зачислении иностранных граждан 1870 года запрещают британским подданным вступать в вооружённые силы любого государства, воюющего с другим государством, которое находится в мире с Великобританией.
В реальной боевой обстановке пойманных наёмников нередко расстреливают на месте, без суда и следствия, за исключением тех случаев, когда они подлежат обмену на военнопленных.

### Россия

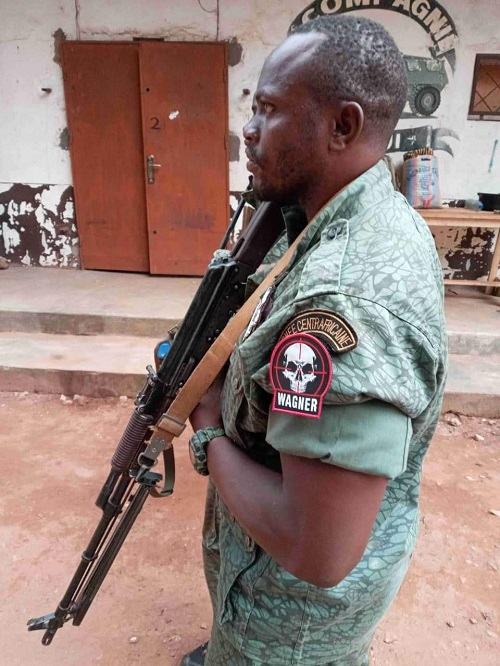
Иностранный наёмник с шевроном ЧВК «Вагнер» на плече, ЦАР (2021 год)

На национальном уровне во многих странах существуют законы, запрещающие вербовку наёмников. В России это статья 359 Уголовного кодекса Российской Федерации, в соответствии с которой вербовка, обучение, финансирование или иное материальное обеспечение наёмника, а равно его использование в вооружённом конфликте или военных действиях, наказываются лишением свободы на срок от двенадцати до восемнадцати лет, а участие в вооружённом конфликте в качестве наёмника — лишением свободы от семи до пятнадцати лет. При этом наёмником признаётся лишь такое лицо, которое действует в целях получения материального вознаграждения, не является гражданином государства, участвующего в вооруженном конфликте или военных действиях, не проживает постоянно на его территории и не является лицом, направленным для исполнения официальных обязанностей.

### Казахстан
В уголовном законодательстве Республики Казахстан ответственность за наёмничество установлена с момента обретения независимости. Уголовный кодекс Казахской ССР от 22 июля 1959 года долгое время не предусматривал вообще ответственность за наёмничество. Лишь в 1993 году была введена статья 62-2 «Наёмничество».
В Уголовном кодексе Республики Казахстан от 16 июля 1997 года была сформулирована ответственность за наёмничество в статье 162. Посредством введения уголовной ответственности за наёмничество Казахстан продемонстрировал мировой общественности последовательность проводимой своей государственной политики. Это нашло отражение в построении системы применения внутренних мер по обеспечению внешней безопасности, международного правопорядка, а также удержания своих граждан от вмешательства во внутренние дела других государств путём возможного их участия в качестве наёмников в вооружённых конфликтах, происходящих за пределами Казахстана.
Новый Уголовный кодекс Республики Казахстан от 3 июля 2014 года предусматривает ответственность не только за наёмничество (ст. 170), но и за создание баз (лагерей) подготовки наёмников (ст. 172), что является правовой новеллой. В Уголовном кодексе России, а также стран СНГ и Балтии, ответственности за создание баз (лагерей) подготовки наёмников или схожего деяния не предусмотрено.
Но главной отличительной особенностью уголовной ответственности за наёмничество в Республике Казахстан является такой вид дополнительного наказания, как лишение гражданства. Данный вид наказания был введён в Уголовный кодекс Казахстана законом «О внесении изменений и дополнений в некоторые законодательные акты Республики Казахстан по вопросам их приведения в соответствие с нормами Конституции Республики Казахстан», направленным на приведение действующих законов в соответствие с поправками, внесёнными в Конституцию.